# ヨリス・ファン・オーフェレーム
ヨリス・ファン・オーフェレーム（Joris van Overeem、1994年6月1日 - ）は、オランダ・アムステルダム出身のサッカー選手。ポジションはミッドフィールダー。

## 経歴
AZアルクマールの下部組織出身。2013年10月30日、KNVBカップアヒレス'29戦でトップチームデビューを果たした。
2014年7月25日、2014-15シーズンはFCドルトレヒトにレンタルした。
2022年6月13日、マッカビ・テルアビブFCに3年契約で加入した。